# Karl Lauterbach

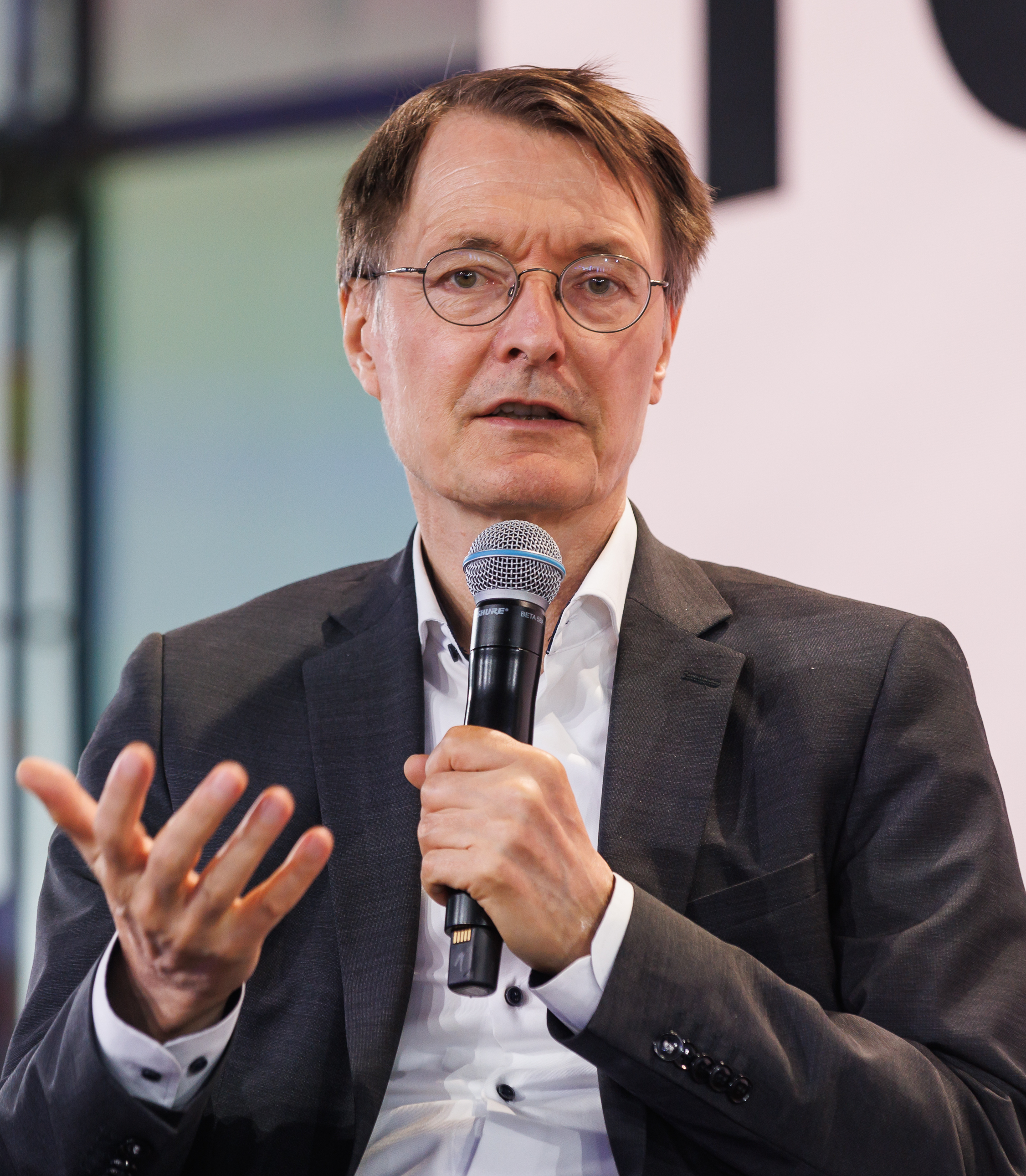
Karl Lauterbach (2024)

Karl Wilhelm Lauterbach (* 21. Februar 1963 in Birkesdorf, jetzt Düren) ist ein deutscher Gesundheitsökonom und Politiker (SPD). Der Mediziner ist seit Beginn der 16. Legislaturperiode im Jahr 2005 Mitglied des Deutschen Bundestages und war vom 8. Dezember 2021 bis zum 6. Mai 2025 Bundesminister für Gesundheit im Kabinett Scholz. Seit 21. Mai 2025 ist er Vorsitzender des neuen Bundestags-Forschungsausschusses.

## Herkunft und Ausbildung
Karl Lauterbach wurde 1963 in Birkesdorf (heute ein Stadtteil von Düren) als Sohn des Molkereiarbeiters Wilhelm Lauterbach und dessen Frau Gertrud, geb. Wirtz, geboren. Er wuchs „in einem strengen römisch-katholischen Elternhaus“ in Oberzier (Ortsteil von Niederzier) nahe dem Forschungszentrum Jülich auf. Seit 1969 besuchte er die Grundschule Niederzier. Trotz sehr guter Leistungen erhielt er nur eine Hauptschulempfehlung, was er später als eine Diskriminierung aufgrund seiner familiären Herkunft ansah. An der Hauptschule war er unterfordert und wechselte mit Unterstützung seiner Lehrer zuerst auf die Realschule, dann auf das Gymnasium am Wirteltor in Düren, an dem er 1982 sein Abitur ablegte.
Ab 1982 studierte Lauterbach Humanmedizin an der RWTH Aachen, an der University of Arizona in Tucson und an der University of Texas at San Antonio (USA). 1989 legte er in Aachen die Ärztliche Prüfung ab und wurde 1991 mit einer von Ludwig E. Feinendegen betreuten, auf Studien an der Kernforschungsanlage Jülich und an der University of Arizona in Tucson beruhenden Dissertation über die Weiterentwicklung des Parametric Gammascopes auf der Grundlage von experimentellen und klinischen Studien an der Heinrich-Heine-Universität Düsseldorf zum Dr. med. promoviert. Von 1989 bis 1992 studierte er an der Harvard School of Public Health, wo er 1990 einen Master of Public Health (MPH) und 1992 einen Master of Science (M.Sc.) in Health Policy and Management erlangte. Von 1992 bis 1993 hatte er ein Fellowship der Harvard Medical School inne. Gefördert von der CDU-nahen Konrad-Adenauer-Stiftung, erlangte Lauterbach dort 1995 den Abschluss Scientiæ Doctor (Sc.D.). Einer seiner Betreuer war Amartya Sen. Die Approbation als Arzt in Deutschland hatte Lauterbach nach dem Abschluss seines Medizinstudiums noch nicht beantragt; dafür hätte er damals eine 18-monatige Pflichtzeit als Arzt im Praktikum nachweisen müssen. Im Jahr 2004 entfiel diese Voraussetzung, auf Antrag erhielt er 2010 seine Approbation.
1996 beauftragte die Universität zu Köln Lauterbach als neu berufenen Professor mit der Gründung ihres Instituts für Gesundheitsökonomie, Medizin und Gesellschaft (IGMG), das Ende Februar 1997 den Betrieb aufnahm. 1998 wurde er Direktor dieser Einrichtung, inzwischen umbenannt in Institut für Gesundheitsökonomie und Klinische Epidemiologie (IGKE). Dort ist er wegen seines Bundestagsmandats beurlaubt. Von 1999 bis zur Wahl in den Bundestag im September 2005 war Lauterbach Mitglied des Sachverständigenrates zur Begutachtung der Entwicklung im Gesundheitswesen. Im Jahr 2003 war er Mitglied in der Kommission zur Untersuchung der Nachhaltigkeit in der Finanzierung der Sozialen Sicherungssysteme („Rürup-Kommission“). Seit 2008 ist er Adjunct Professor für Gesundheitspolitik und -management an der Harvard School of Public Health, wo er auch noch regelmäßig unterrichtet. Bis zum Jahr 2003 er Autor oder Coautor von 294 Publikationen und verfasste bzw. teilverfasste zehn Bücher.
Lauterbach hat durch seine wissenschaftlichen Veröffentlichungen 2021 laut Scopus einen h-Index von 24.
Im März 2023 berichtete Welt am Sonntag über angeblich falsche Angaben in einem Lebenslauf, mit dem sich Lauterbach am 12. Dezember 1995 auf eine C4-Professur an der Tübinger Eberhard-Karls-Universität beworben habe. Er sei mit dieser Bewerbung erfolgreich gewesen, habe aber den erfolgten Ruf abgelehnt und stattdessen eine Professur an der Universität zu Köln angenommen. Ein Artikel in Table Media bezeichnete die Vorwürfe als substanzlos und hält den Fall für „ein Beispiel für das, was passieren kann, wenn Menschen mit einer Agenda etwas versuchen aufzuklären, von dem sie inhaltlich wenig verstehen“. Lauterbach selbst äußerte gegenüber dem Merkur, dass er den konkreten Fall nicht mehr rekonstruieren könne. Eine Kommission der Universität zu Köln hat die Vorwürfe geprüft und entkräftet. An Lauterbach gerichtet schrieb sie: „Ein großer Teil der erhobenen Vorwürfe hat wenig Substanz“. In der Bewerbung fänden sich allerdings „Ungenauigkeiten in der Darstellung von Angaben aus dem Publikationsverzeichnis und Ihrer Position zum Zeitpunkt der Bewerbung.“ Die Kommission sei aber „einstimmig der Auffassung, dass weder grobe Fahrlässigkeit noch Vorsatz feststellbar sind. Somit liegt kein wissenschaftliches Fehlverhalten vor.“

## Politische Karriere
Lauterbach war früher Mitglied der CDU, im Jahr 2001 trat er der SPD bei. Seit 2005 wurde er stets per Direktmandat im Wahlkreis Leverkusen – Köln IV in den Bundestag gewählt (2005 mit 48,6 %, 2009 mit 37,1 %, 2013 mit 41,4 %, 2017 mit 38,5 % und 2021 mit 45,6 %). 2013 wurde er in das Kompetenzteam von Peer Steinbrück berufen. Er war in der 17. Legislaturperiode Sprecher der Arbeitsgruppe Gesundheit der SPD-Bundestagsfraktion, seine Nachfolgerin wurde Hilde Mattheis. Von Ende 2013 bis September 2019 war er stellvertretender Vorsitzender der SPD-Bundestagsfraktion und dort zuständig für die Themen Gesundheit, Bildung und Forschung sowie für Petitionen. Er gehörte dem Ausschuss für Recht und Verbraucherschutz als ordentliches Mitglied und dem Finanzausschuss als stellvertretendes Mitglied an.

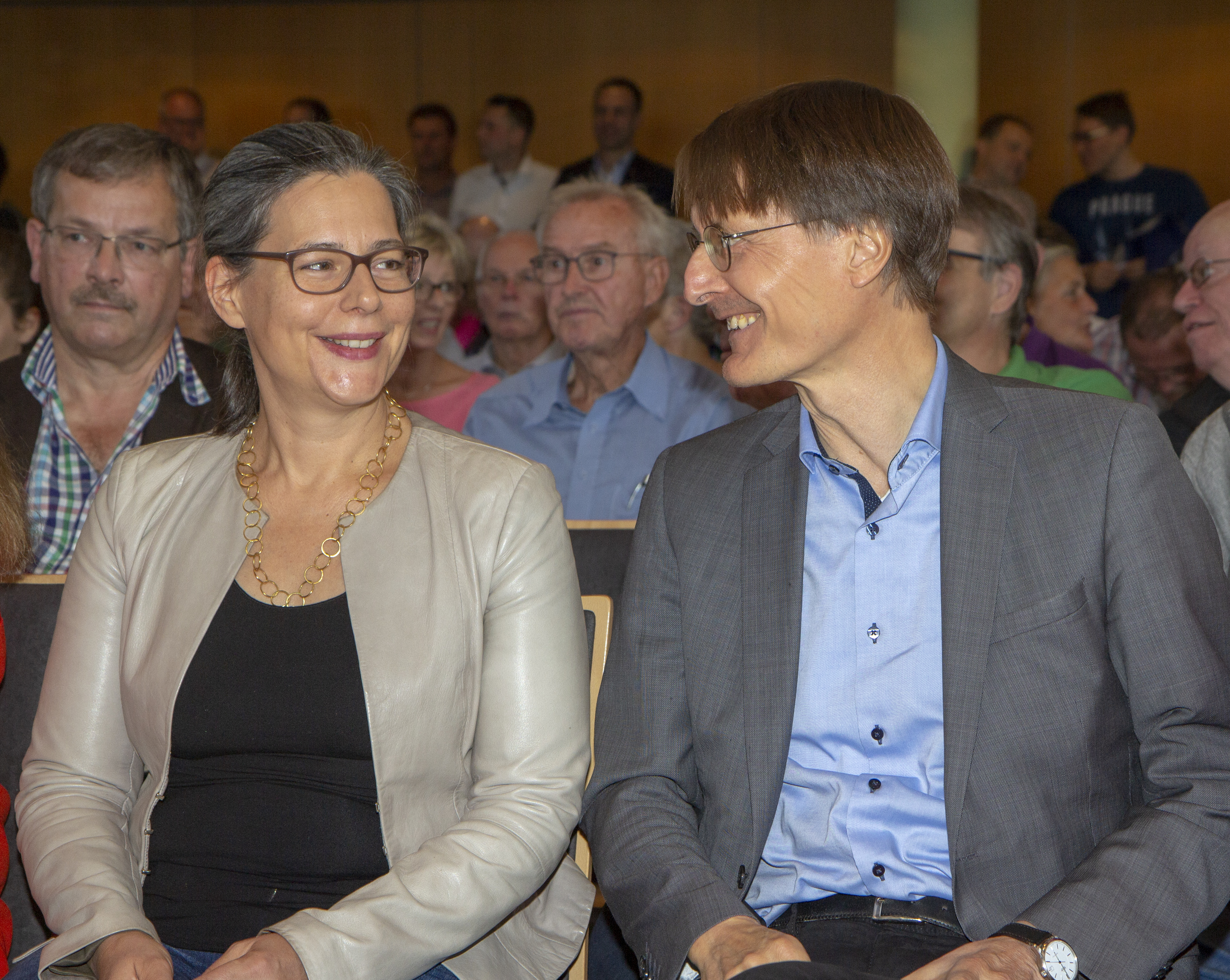
Karl Lauterbach und Nina Scheer (links) bei der Regionalkonferenz 2019 in Nieder-Olm anlässlich der Wahl zum SPD-Vorsitz

Im Juli 2019 gab er seine Kandidatur als SPD-Vorsitzender im Duo mit der Bundestagsabgeordneten Nina Scheer bekannt. In der ersten Mitgliederbefragungsrunde errang das Duo den 4. Platz mit 31.271 Stimmen (14,6 %).
Auf Vorschlag von Bundeskanzler Olaf Scholz ernannte Bundespräsident Frank-Walter Steinmeier ihn am 8. Dezember 2021 zum Bundesminister für Gesundheit im Kabinett Scholz.
Am 14. Dezember 2024 wurde er auf der Wahlkreiskonferenz erneut für seinen Wahlkreis als Direktkandidat für die Bundestagswahl 2025 nominiert.

## Privates
1996 heiratete Lauterbach die Epidemiologin und Ärztin Angela Spelsberg, mit der er vier Kinder hat. Sie lebten ab 2004 getrennt und ließen sich 2010 scheiden. Aus seiner Beziehung mit Ulrike Winkelmann hat er ein weiteres Kind. Anfang 2024 wurde eine Beziehung mit der Journalistin Elisabeth Niejahr bekannt. Lauterbach ist Pescetarier.
Nach Missbrauchsfällen in der katholischen Kirche verließ er diese; dennoch stehe er ihr weiterhin nahe. Seinen Amtseid als Gesundheitsminister bekräftigte er mit den Worten „So wahr mir Gott helfe“.

## Politische Schwerpunkte

### Gesundheitspolitik
Lauterbach war an der Einführung des Fallpauschalensystems beteiligt, das in der Kritik steht, Fehlanreize zu setzen und in manchen Bereichen zu einer Mangelversorgung zu führen. Später forderte er Modifikationen des Systems und eine teilweise Abkehr davon in einzelnen Bereichen. Im Juli 2023 einigte er sich mit den Gesundheitsministern der Länder auf die Eckpunkte einer ab Januar 2025 geplanten Krankenhausreform, die auch eine Abkehr von den Fallpauschalen bedeutet.
Zu den von Lauterbach vertretenen Thesen zur Gesundheitspolitik gehören:
- Einführung einer Bürgerversicherung im Gesundheitswesen[43] bzw. eine einheitliche Gebührenordnung für privat und gesetzlich Versicherte, was Tendenzen in Richtung einer Zwei-Klassen-Medizin entgegenwirken soll.[44]
- Einführung einer Bürgerversicherung unter Berücksichtigung aller Einkommensarten zur Beitragsbemessung auch in der Pflege, um die gestiegenen Kosten für Pflegeleistungen auszugleichen.[45]
- Die Zahl der Krankenhäuser sollte reduziert werden, um die Qualität zu verbessern und „überflüssige Eingriffe“ zu vermeiden. Dabei sieht er insbesondere in Metropolen, in denen Einkommens- und Bildungsstärkere leben, eine Überversorgung. Die Forderung der Bertelsmann Stiftung, die 2019 einen Abbau von zwei Dritteln der Krankenhäuser forderte, hält er aber für „überzogen“.[46]
- Ausrichtung der medizinischen Versorgung an Evidenz und Kosten-Effektivität.[47]
- Totalverbot von Tabakwerbung.[48]
- Schrittweise Legalisierung von leichten und härteren Drogen, wie beispielsweise Cannabis und Kokain.[49][50]

Lauterbach hat sich schon in seiner Zeit als Wissenschaftler für seine gesundheitspolitischen Vorstellungen eingesetzt, u. a. als Berater der Gesundheitsministerin Ulla Schmidt. In dieser Zeit war er an einer Studie über den Fettsenker Lipobay beteiligt. Im Jahr 2001 wurde das Medikament der Herstellerfirma Bayer wegen tödlicher Zwischenfälle wieder vom Markt genommen. Später trat Karl Lauterbach als Gegner der Pharmalobby auf, setzte sich für die Positivliste ein und für weitere Kontrollphasen bei der Zulassung von Arzneimitteln.

### COVID-19-Pandemie

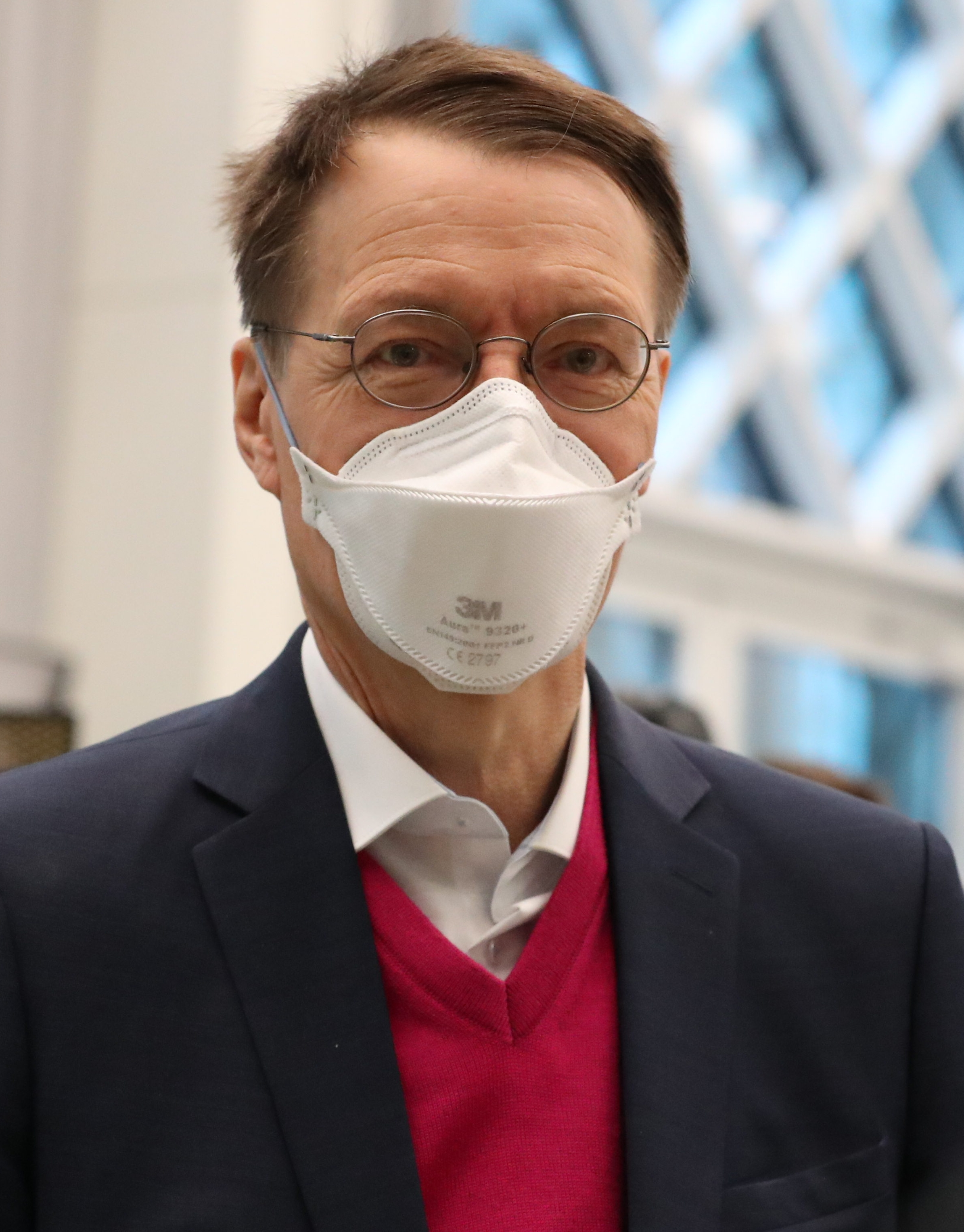
Karl Lauterbach mit FFP2-Maske bei der Unterzeichnung des Koalitionsvertrags der 20. Wahlperiode des deutschen Bundestags am 7. Dezember 2021 in Berlin

Nach Beginn der COVID-19-Pandemie trat Lauterbach oft als Experte vor allem in Talkshows und Fernsehinterviews auf. Im ersten Halbjahr 2020 war er in den Talkshows von ARD und ZDF der mit großem Abstand häufigste Gast, ebenfalls in den Nachrichtensendern Welt oder n-tv wie auch in hart aber fair oder bei Markus Lanz. Auch im Jahr 2021 war er der am häufigsten eingeladene Gast in deutschen Talkshows. Er äußerte dort seine Ansichten zur Pandemie und zu den getroffenen Maßnahmen und warnte früh vor einer zweiten Welle. Er sprach sich für strenge Kontaktbeschränkungen aus und gehörte zu den scharfen Kritikern schneller Lockerungen. Lauterbach veröffentlichte auch Twitter-Beiträge zur Pandemie, oft mehrmals täglich. Andrej Reisin vom NDR bewertete im September 2020 für die Rubrik „Faktenfinder“ der Tagesschau, dass zwar die meisten Tweets „fundiert und nicht zu beanstanden“ seien, warf ihm aber vor, dass er in einigen Tweets Aussagen falsch zuordne, Ergebnisse ungenau wiedergebe, durch selektives Zitieren von Studien deren Aussage verändere und sich selten korrigiere. Insgesamt tendiere Lauterbach dazu, „die Gefahren von Covid-19 [als] äußerst schwer einzuschätzen. Und manchmal schießen seine Interpretationen dabei über wissenschaftlich belastbare Aussagen hinaus.“
Am 4. Januar 2021 forderte Lauterbach einen unbefristeten Lockdown aufgrund der COVID-19-Pandemie und der von ihm befürchteten Auswirkungen einer sich schneller verbreitenden Mutation des Virus. Der Inzidenzwert pro 100.000 Einwohnern in sieben Tagen müsse auf unter 25 gesenkt werden, damals halb so viel, wie von den Regierungen in Bund und Ländern angestrebt.
Als zum Ende der Sommerferien 2021 eine stärkere Ausbreitung der Infektionen über die wieder geöffneten Schulen befürchtet wurde, die Ständige Impfkommission aber auf Grundlage der Studien noch keine Empfehlung zur Gabe von SARS-CoV-2-Impfstoffen auch an Kinder und Jugendliche geben konnte, gehörte Lauterbach zu jenen Politikern, die deswegen öffentlichen Druck auf die eigentlich unabhängige Expertengruppe ausübten. Lauterbach behauptete in diesem Zusammenhang, „Studien zufolge gebe es keine Nebenwirkungen durch die Impfung für Kinder“. Vom Wissenschaftsjournalisten Werner Bartens wurde dieses Vorgehen als wissenschaftsfeindlich kritisiert.
Am 18. Oktober 2021 geriet Lauterbach in die Kritik, da er auf Twitter behauptete, dass viele COVID-19-Genesene beschleunigt altern würden. Unter anderem der Virologe Jonas Schmidt-Chanasit warf ihm daraufhin schlechte Wissenschaftskommunikation vor. Lauterbach erwiderte, dass man nicht fünf Jahre warten müsse, bis die Frage geklärt sei, und verlinkte, mit der Behauptung, es gebe „viele“ Studien, noch einmal dieselbe Studie.

#### Als Bundesgesundheitsminister
Nach seinem Amtsantritt als Bundesgesundheitsminister im Dezember 2021 stellte Lauterbach die Impfkampagne in den Vordergrund. Bei einer in den ersten Tagen seiner Amtszeit vorgenommenen Inventur stellte er einen, von der Opposition bestrittenen, akuten Mangel an Impfstoff fest, was den CDU-Gesundheitspolitiker Tino Sorge zu der Reaktion veranlasste: „Karl Lauterbach ruft Feuer, um dann Feuerwehr zu spielen – obwohl er weiß, dass es gar nicht brennt.“ Neben ausgeweiteten Bestellungen des Biontech-Impfstoffs, der in Deutschland überwiegend verimpft wird, initiierte Lauterbach für das erste Quartal 2022 die vorgezogene Beschaffung von 70 Millionen Boosterdosen des Moderna-Impfstoffs. Damit standen laut Auskunft der Bundesregierung im Januar 2022 für das erste Quartal des Jahres Impfstoffe für 128 Millionen Booster-Impfungen in Deutschland zur Verfügung, darunter 22,3 Millionen aus dem Jahr 2021 übertragene sowie 63,9 Millionen neu bestellte Moderna-Boosterdosen. Diese viel zu große Bestellung lässt sich nach Recherchen von Thomas Trappe für den Tagesspiegel damit erklären, dass Lauterbach vom Moderna-Impfstoff, bei dem für die Auffrischungsimpfung nur eine im Vergleich zur Grundimmunisierung halbe Dosis benötigt wird, versehentlich doppelt so viel bestellt hatte wie beabsichtigt. Als Indiz dafür galt ein Rechenfehler Lauterbachs auf der Pressekonferenz vom 16. Dezember. Die Bestellungen führten zu einem Überangebot des Impfstoffs. Tatsächlich wurden im ersten Quartal 2022 lediglich knapp 16 Millionen Erstimpfungen sowie knapp sechs Millionen Auffrischungs- und Boosterimpfungen durchgeführt, viele Millionen Impfdosen drohen im Laufe des Jahres zu verfallen. Angesichts der nachlassenden Schutzwirkung der Boosterimpfung rief Lauterbach schließlich im März 2022 alle über 60-Jährigen zu einer vierten Impfung auf. Zugleich stellte er fest, „dass es derzeit viel Impfstoff in Europa gebe“, dass zu befürchten sei, dass dieser vernichtet werden müsse. Bis Anfang 2023 mussten in Deutschland 36 Millionen Impfdosen vernichtet werden und nach Angaben des Bundesgesundheitsministeriums laufen bis Anfang 2024 weitere rund 130 Millionen COVID-19 Impfdosen ab.
Während er für die bestellten Impfstoffmengen die Zustimmung des Kabinetts unter Einschluss des Finanzministers Christian Lindner (FDP) fand, konnte sich Lauterbach mit der Forderung nach einer allgemeinen Impfpflicht gegen COVID-19 in der Ampelkoalition nicht durchsetzen. Am 7. April 2022 scheiterte im Deutschen Bundestag schließlich auch der erst wenige Tage zuvor erarbeitete Kompromissvorschlag einer Impfpflicht ab einem Alter von 60 Jahren.
Karl Lauterbach ist ein Befürworter einer einrichtungsbezogenen Impfpflicht. In einem Interview mit der Frankfurter Allgemeinen Zeitung äußerte er, dass sich jemand, der ein radikaler Impfgegner sei und trotzdem in der Pflege arbeite, die Frage stellen müsse, ob er oder sie überhaupt „für den Beruf geeignet war“. Bei einer Kundgebung am Rande der Gesundheitsministerkonferenz in Magdeburg im Juni 2022 warf er Gegnern der Impfpflicht vor, ihre Arbeit habe keinen Beitrag geleistet, und sie hätten kein Recht, zusammen mit den Gewerkschaften zu demonstrieren. Das wurde unter anderem von Lars Wieg, dem Vorsitzenden der Deutschen Feuerwehr-Gewerkschaft in Berlin-Brandenburg, kritisiert: „Alle, ganz unabhängig ihres Impfstatus, haben bis zum Umfallen gearbeitet. Sie taten das vor Corona und machen das auch jetzt, ob in Krankenhäusern oder im Rettungsdienst.“ Auf Nachfrage äußerte ein Sprecher des Gesundheitsministeriums, dass eine Gruppe Impfgegner die eigentliche Verdi-Demo „gekapert“ habe. Der Minister habe sich daraufhin explizit an diese Gruppierung gewandt. Zuvor habe er allen Pflegerinnen und Pflegern der angemeldeten Demonstration für ihren Einsatz in der Pandemie gedankt, und zwar unabhängig von ihrem Impfstatus.
Im Frühjahr 2022 geriet Lauterbachs Amtsführung auch in die Kritik von Befürwortern starker Corona-Schutzmaßnahmen. Am 4. April 2022, einen Tag nach dem Auslaufen der bundesweiten Schutzmaßnahmen, verkündete er den gemeinsam mit den Landesgesundheitsministern auf Anraten des RKI gefassten Beschluss, zum 1. Mai die Quarantänepflicht für SARS-CoV-2-Testpositive durch eine Empfehlung zur freiwilligen Isolation zu ersetzen. Nur einen Tag später widerrief er während einer Talkshow die gemeinsam getroffene Entscheidung und erklärte dies in einem nächtlichen Tweet mit der Signalwirkung, die davon ausgehe. Das kritisierte unter anderem der Bremer Bürgermeister Andreas Bovenschulte als „kommunikative Fehlleistung“. Alexander Dobrindt riet Lauterbach zu einer Talkshow-Quarantäne. Der richtige Ort für eine Kurskorrektur wäre, so Kristina Hofmann in einem Kommentar, der Gesundheitsausschuss des Bundestages gewesen.

#### Lauterbach zu Impfschäden
Im Zusammenhang mit Impfschäden sprach sich Lauterbach am 12. Juni 2022 auf Twitter dafür aus, dass das „Post-Vac-Syndrom“ (Nach-Impfung-Syndrom) „besser untersucht werden“ muss. Er hatte einen Spiegel-Artikel, der sich kritisch mit dem vorgenannten Syndrom auseinandersetzt, als gut bezeichnet. Der Artikel thematisiert laut Nordkurier „so ziemlich alle Aspekte, für die man vor wenigen Monaten wohl noch als ‚Querdenker‘ gebrandmarkt worden wäre. Etwa, dass viele Ärzte Impfnebenwirkungen einfach nicht melden. Oder dass es kaum Studien zu möglichen Ursachen gibt.“
Lauterbach, der die Corona-Impfungen wiederholt als „nebenwirkungsfrei“ beworben hatte, räumte am 12. März 2023 in einem ZDF-Interview ein, dass es auf Basis der Daten des Paul-Ehrlich-Instituts und der europäischen Zulassungsbehörde bei weniger als jedem 10.000. Impfling zu schweren, bislang irreversiblen Impfschäden gekommen sei, für die der deutsche Staat haften müsse, weil die Impfstoffhersteller in den EU-Verträgen weitestgehend von der Haftung freigestellt worden seien.

#### Aktivitäten zu Long COVID und ME/CFS
Auch nach Beendigung der Infektionsschutzmaßnahmen thematisierte Lauterbach wiederholt die anhaltende Gefahr, durch eine Infektion mit SARS-CoV-2 an Long COVID und ME/CFS zu erkranken. Die Zahl der Betroffenen nehme zu und es gebe kaum Aussicht auf Heilung. Er warnte vor volkswirtschaftlichen Schäden und bezeichnete Long COVID als „eines der schlimmsten Gesundheitsrisiken für junge Frauen“. Zur gesellschaftlichen Aufklärung stellte Lauterbach im Juli 2023 die „Initiative Long COVID“ vor. Zudem berief er im September 2023 erstmals einen „Runden Tisch Long COVID“ ein, an dem seither Personen aus der Forschung, der medizinischen Selbstverwaltung sowie Betroffenenorganisationen teilnehmen. Da bislang keine Medikamente gegen Long COVID zugelassen sind, beauftragte Lauterbach im Rahmen des „Runden Tisches“ eine Expertengruppe damit, Empfehlungen für die Anwendung von Arzneimitteln außerhalb ihrer Zulassung zu erarbeiten. Lauterbachs Tätigkeiten wurden teilweise kritisiert, da sie ME/CFS-Betroffene, die nicht durch COVID-19 erkrankt sind, sowie Post-Vac-Betroffene nicht ausreichend berücksichtigen würden. Lauterbach äußerte sich nach Ende seiner Amtszeit selbstkritisch und sprach von einem „Staatsversagen“ in Bezug auf den Umgang mit ME/CFS. Er verglich die Situation um Suizide bei ME/CFS mit „den späten Achtzigerjahren, als es noch keine HIV-Therapien gab und junge Menschen, die schwer an Aids erkrankt waren, sich das Leben nahmen“.

### Triage
Anfang Mai 2022 wurde bekannt, dass ein Referentenentwurf aus dem Gesundheitsministerium vorgelegen habe, der eine Triage ebenso wie eine Ex-Post-Triage vorsah – eine nachträgliche Triage, bei der die Behandlung eines Patienten mit geringeren Überlebenschancen zugunsten eines Patienten mit besserer Heilungschance abgebrochen werden könnte, sofern ein Komitee aus drei Ärzten zustimmen würde. Nach Kritik von den Grünen und der SPD, Intensivmedizinern, Strafrechtlern und dem Caritas-Verband wies Lauterbach eine Ex-Post-Triage als ethisch nicht vertretbar zurück.

### Klimawandel
Am 27. Dezember 2020 forderte Lauterbach in der Welt „Maßnahmen zur Bewältigung des Klimawandels, die analog zu den Einschränkungen der persönlichen Freiheit in der Pandemie-Bekämpfung sind.“ Ob das „erreichbar“ sei, bezweifele er „zunehmend“. In seinem Ende Februar 2022 erschienenen Buch Bevor es zu spät ist forderte er, die wissenschaftlichen Erkenntnisse zum Klimawandel stärker in das politische Handeln zu integrieren.

### Sonstiges
Neben dem gesundheitspolitischen Schwerpunkt engagiert sich Lauterbach auch in anderen Bereichen wie der Bildungs- oder Sozialpolitik. Er ist ein erklärter Gegner des dreigliedrigen Schulsystems.
Im Oktober 2022 wurde publik, dass eine Gruppe von Querdenkern geplant hatte, Karl Lauterbach zu entführen.
Um ein Gegengewicht zur AfD zu schaffen, ist er auf der vor allem bei jungen Menschen beliebten Kurzvideoplattform Tiktok aktiv.

## Mitgliedschaften
Lauterbach ist Gründungsmitglied des Netzwerks Evidenzbasierte Medizin e. V.
Von Juli 2001 bis Juni 2013 war er Mitglied des Aufsichtsrats der Rhön-Klinikum AG. Hierbei geriet er in die Kritik, da der Rhön-Klinikum AG 2013 die Ausbeutung der Putzkräfte und Unterlaufen des Mindestlohns vorgeworfen wurde, in der Zeit, in der Lauterbach im Aufsichtsrat saß. Er gab den Posten im Juni 2013 im Zusammenhang mit seiner Berufung in das Kompetenzteam von Peer Steinbrück für die Bundestagswahl 2013 ab.
Lauterbach ist seit 2017 Mitglied der überparteilichen Europa-Union Deutschland, die sich für ein föderales Europa und den europäischen Einigungsprozess einsetzt.
Im Juni 2025 wurde er Mitglied der von der WHO/Europa neu gegründeten Pan-European Commission on Climate and Health, die das politische Profil, das Bewusstsein und die Unterstützung für stärkere Maßnahmen zur Bewältigung der gesundheitlichen Auswirkungen des Klimawandels erhöhen soll.

## Auszeichnungen
Im Jahr 2020 ehrte die Deutsche Gesellschaft für Sozialmedizin und Prävention (DGSMP e. V.) ihn für seine besonderen Verdienste um die Präventiv- und Sozialmedizin mit der Salomon-Neumann-Medaille.
Im Jahr 2022 erhielt Lauterbach die Auszeichnung Twitter-Account des Jahres von Die Goldenen Blogger. 2024 erhielt er den Negativpreis BigBrotherAward in der Kategorie Gesundheit.

## Trivia

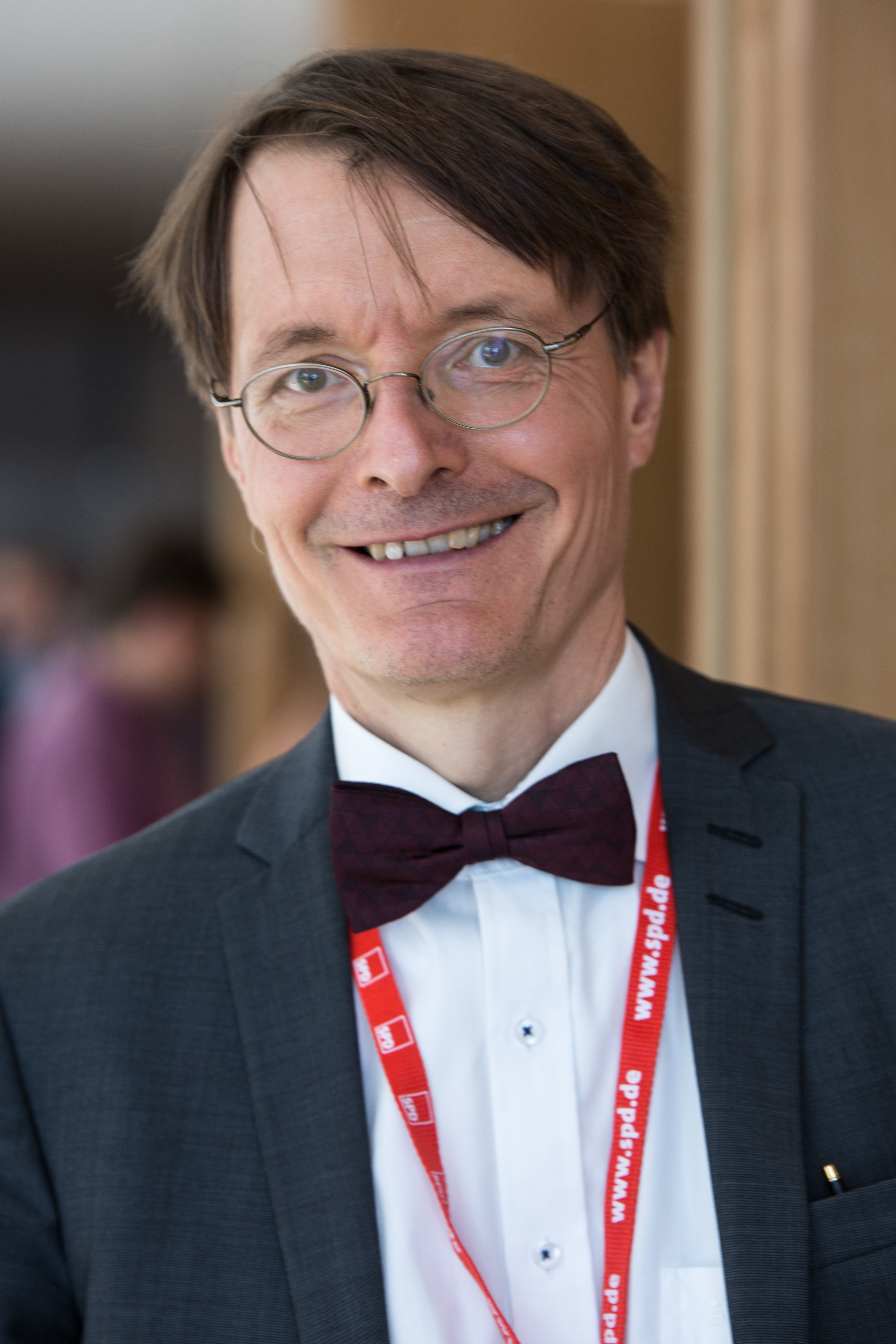
Lauterbach auf dem SPD-Parteitag 2018 mit seinem langjährigen Markenzeichen, der Fliege

Eines seiner Markenzeichen war lange Zeit die Fliege. Eine solche trug er seit seiner Zeit in den USA anstelle einer Krawatte. Die Fliege werde dort als Erkennungsmerkmal des Arztes auf der Station genutzt, da eine Krawatte aus hygienischen Gründen nicht in Frage komme. Seit dem Jahr 2020 trägt er überwiegend einen offenen Hemdkragen.
Der ebenfalls aus Düren stammende Medienkünstler Uli Winters stellt ihn zusammen mit Tobias Brodowy seit dem 8. Juni 2020 in der Radio-Comedy Laschi und Lauti auf WDR 2 dar. Das Format wird seit Januar 2022 als Die Ampel-WG bezeichnet.
Lauterbach unterstützt als Pate das Freiherr-vom-Stein-Gymnasium Leverkusen bei der Aktion Schule ohne Rassismus – Schule mit Courage.
Im Jahr 2021 trat er mit der Komikerin Carolin Kebekus in einem Musikvideo zum Song La Vida sin Corona (Der Sommer wird gut) auf.

## Veröffentlichungen (Auswahl)

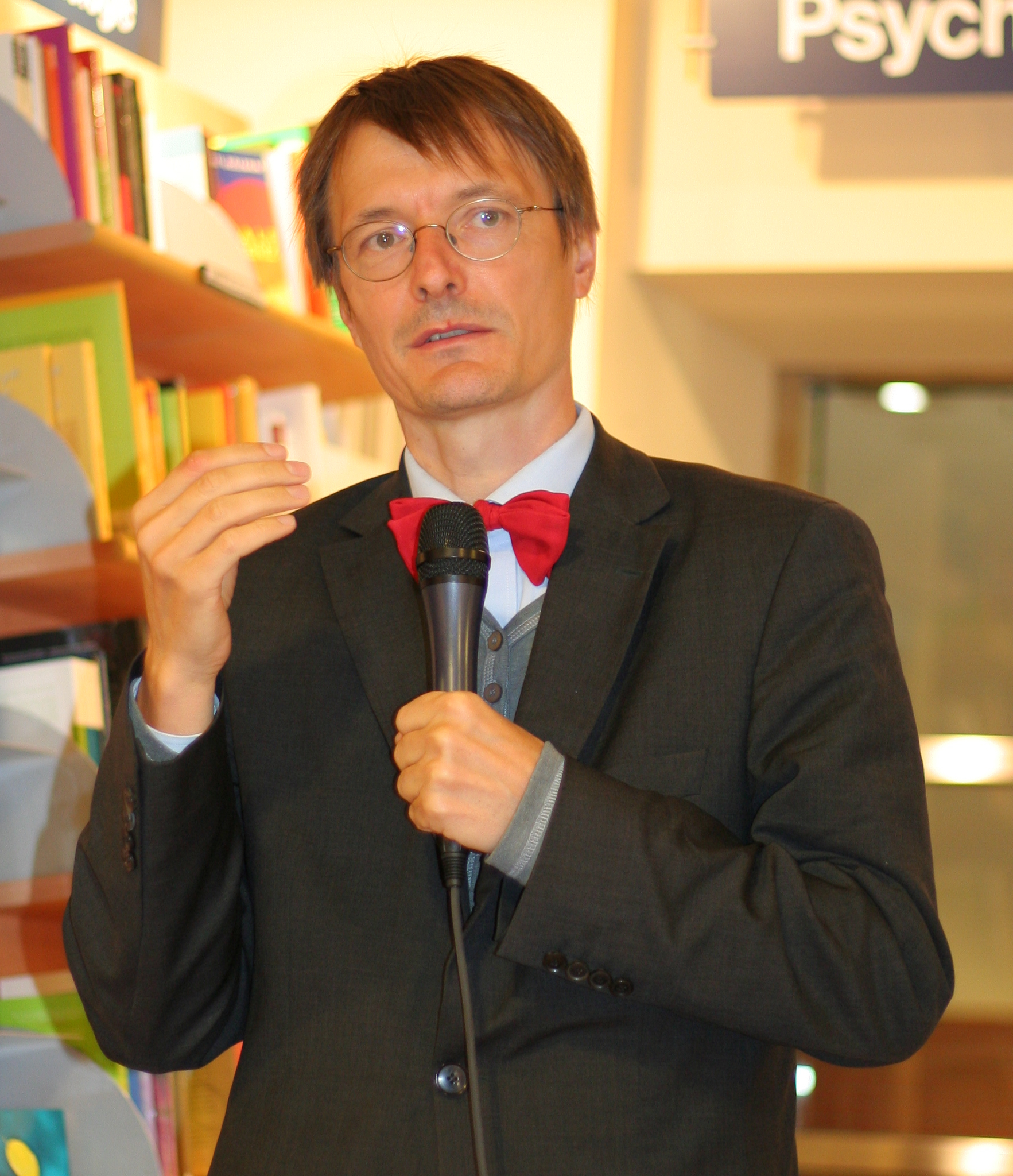
Karl Lauterbach bei der Vorstellung seines Buchs Gesund im kranken System, 2009

- Weiterentwicklung des Parametric Gammascopes auf der Grundlage von experimentellen und klinischen Studien. (Düsseldorf, Univ., Diss., 1991). DNB 910903522
- Mit Markus Lindlar: Informationstechnologien im Gesundheitswesen. Telemedizin in Deutschland. Gutachten. Friedrich-Ebert-Stiftung, Bonn 1999, ISBN 3-86077-820-X.
- Mit Markus Lüngen: DRG-Fallpauschalen. Eine Einführung. Anforderungen an die Adaption von Diagnosis-related groups in Deutschland. Gutachten im Auftrag des AOK-Bundesverbandes. Schattauer, Stuttgart 2000, ISBN 3-7945-2076-9.
- Karl Lauterbach (Hrsg.): Herz: cardiovascular diseases. Band 25, Nr. 5. Urban und Vogel, München 2000, S. 473–556.
- Mit Markus Lüngen, Karin Wolf-Ostermann: Krankenhausvergleich. Betriebsvergleich nach § 5 Bundespflegesatzverordnung. Schattauer, Stuttgart 2001, ISBN 978-3-7945-2144-9.
- Mit Matthias Schrappe: Gesundheitsökonomie, Qualitätsmanagement und evidence based medicine. Eine systematische Einführung. Schattauer, Stuttgart 2001 (3. Auflage 2010, ISBN 978-3-7945-2576-8).
- Als Hrsg. mit Markus Lüngen: Ergebnisorientierte Vergütung bei DRG. Qualitätssicherung bei pauschalierender Vergütung stationärer Krankenhausleistungen. Springer, Berlin 2002, ISBN 3-540-42818-6.
- Mit Timm Volmer: Arzneimitteltherapie – Über-, Unter- und Fehlversorgung. Was leisten „neue Steuerungsinstrumente“? Schattauer, Stuttgart 2002, ISBN 3-7945-2132-3.
- Mit Markus Lüngen: DRG in deutschen Krankenhäusern. Umsetzung und Auswirkungen. Schattauer, Stuttgart 2003, ISBN 3-7945-2262-1.
- Mit anderen: Bestandsaufnahme der Rolle von Ambulanzen der Hochschulkliniken in Forschung, Lehre und Versorgung an ausgewählten Standorten (Hochschulambulanzenstudie). Ein Gutachten im Auftrag des Bundesministeriums für Bildung und Forschung. Sankt Augustin 2003.
- Mit Stephanie Stock, Helmut Brunner (Hrsg.): Gesundheitsökonomie. Lehrbuch für Mediziner und andere Gesundheitsberufe. Huber, Bern 2006 (3. Auflage 2013, ISBN 978-3-456-85283-6).
- Der Zweiklassenstaat. Wie die Privilegierten Deutschland ruinieren. Rowohlt, Berlin 2007, ISBN 3-87134-579-2.
- Mit Stephanie Stock, Marcus Redaèlli: Wörterbuch Gesundheitsökonomie. Kohlhammer, Stuttgart 2007, ISBN 3-17-019153-5.
- Gesund im kranken System. Ein Wegweiser. Rowohlt, Berlin 2009, ISBN 3-87134-625-X.
- Karl Lauterbach: Die Krebsindustrie – Wie eine Krankheit Deutschland erobert. Rowohlt, Berlin 2015, ISBN 978-3-87134-798-6, S. 288.
- Bevor es zu spät ist. Was uns droht, wenn die Politik nicht mit der Wissenschaft Schritt hält. Rowohlt Berlin, Berlin 2022, ISBN 978-3-7371-0132-5.[130]